# Émile Dujardin-Weber
Émile Dujardin-Weber (né à Evere en 1915 et mort à Marseille en 2005) était un  spéléologue français, actif notamment dans la région de Marseille. Il fut un collaborateur de Robert de Joly.

## Biographie
Il fut membre de l'ex-Société Spéléologique de France (SSF). Ses travaux et découvertes spéléologiques sont publiés dans le bulletin Spelunca de la SSF.
Avec de Joly, dans l'aven des Cambous (Languedoc-Roussillon) il trouva les premiers Troglocharis (en) de France.
Le 22 août 1937 il fut le premier à descendre, avec Robert de Joly, dans l'aven-grotte de l'Euras (-23) sur le causse de l'Hortus (France - Hérault).
Émile Dujardin-Weber est cité dans plusieurs ouvrages, entre autres dans :
- A. Glory "Au pays du grand silence noir", Ed. Alsatia.

Dujardin figure abondamment à propos des explorations de Robert de Joly aux Grottes du Guiers et à l'évent de Rognès ("Dujardin, en culotte courte, pieds nus dans des sandales ....." ). 
- Robert de Joly "Ma vie aventureuse d'explorateur d'abîmes" édition Salvator, 4e trimestre 1968 aux pp. 20 et suite, 23, 89, 99, 107, 114.
- Bernard Gèze "La "Geste" de Robert de Joly explorateur d'abîmes" ed Pierre Fanlac 2e trim 1974 aux pp. 43, 45, 46-48.
- Bulletin Spelunca, série "de Joly", 1937, page 40.

On y trouve le récit de l'exploration de l'aven de l'Euras. En voici la reproduction :

« 23 Août: Grotte de l'Euras (com. de Valflaunès, Hérault) Alt. 405 m.
Cette grotte n'est pas décrite dans les travaux de Gennevaux qui en vit pourtant de toutes proches. Elle s'ouvre dans le Valanginien au pied de la falaise de l'Hortus au-dessus de « le Mazet ». A la bouche on trouve des poteries de l'époque du bronze. Au bout de quelques mètres parcourus du S. au N. on est devant une pente stalagmitique qui conduit à — 5 où par une étroite entrée on descend à pic dans une diaclase. A — 18 on prend pied sur un éboulis, qui, après de petits crans colmate le fond à — 3o. On note des griffades de blaireau sur les parois, quelques concrétions pédonculées, et des racines pénétrant dans la cavité. Nous remarquons que les concrétions y sont décomposées en mond-milch ; il est probable qu'ici nous nous trouverions devant la seconde cause de cette altération : l'influence des racines (acide humique), l'autre étant le courant d'air. Le pendage des bancs est SE-NW. de 7°. »

Il dessine vers 1938 une topographie de l'aven d'Orgnac d'après un levé du service des Ponts et Chaussées, dessin qui est publié en carte postale.